# 蘇里南珠母麗魚
蘇里南珠母麗魚（学名：Geophagus surinamensis），為輻鰭魚綱鱸形目隆頭魚亞目慈鯛科的其中一種，分布於南美洲蘇利南的薩拉馬卡河、蘇利南河及法屬圭亞那的馬羅韋納河流域，體長可達14.8公分，棲息在沙泥底質的河川中底層水域，屬雜食性，生活習性不明，可作為觀賞魚。
种名 surinamensis 意为“苏里南的”。